# Pays de l'Aven
 (mai 2025).
Si vous disposez d'ouvrages ou d'articles de référence ou si vous connaissez des sites web de qualité traitant du thème abordé ici, merci de compléter l'article en donnant les références utiles à sa vérifiabilité et en les liant à la section « Notes et références ».
Le pays de l'Aven (en breton : Bro-Aven) est un pays traditionnel de Bretagne. Il se situe en Basse-Cornouaille et comprends plusieurs communes autour de sa capitale Pont-Aven, telles que Fouesnant, Rosporden, Scaër et Quimperlé.

## Géographie
Le Pays de l’Aven s’étend sur la côte sud du Finistère entre les embouchures de l’Odet et de la Laïta.